# Инсулин-потенцированная терапия
Инсулинотерапия рака (также известная как инсулин потенциированная терапия) — это недоказанный метод лечения рака с использованием инсулина и низких доз химиотерапии. Несмотря на то, что метод лечения оценивается научным сообществом, как опасный и неэффективный, значительное количество практикующих врачей продолжает его рекомендовать.

## История
Метод был разработан мексиканским врачом Донато Пересом Гарсией в 1930 году. Первоначально Гарсия был нацелен на лечение сифилиса, но потом предложил попробовать использование инсулина для лечения дегенеративных заболеваний и некоторых видов рака.

## Метод
Метод заключается в том, что в вену вводится доза инсулина, за которой следует доза химиотерапевтического препарата, гораздо меньше терапевтической. Затем в кровь вводят сахар, чтобы предотвратить гипогликемию.

## Эффективность
Эффективность инсулинотерапии рака была опровергнута. Исследования, проводившиеся на протяжении десятилетий, доказали, что многие виды рака развиваются быстрее при воздействии большего количества инсулина. Например, одно из исследований мужчин с раком предстательной железы показало, что выживаемость была значительно тех, кто получал инсулинотерапию была значительно ниже, чем у мужчин получавших стандартное лечение (11 месяцев против 18,9 месяцев).

## Побочные эффекты
Непосредственным риском является гипогликемия. Основной риск заключается усугублении состояния ракового больного, так как метод не работает. При некоторых видах рака, особенно при раке молочной железы и толстой кишки, инсулин может способствовать росту опухоли. Использование низких доз химиотерапии, с которыми сопровождается инсулинотерапия рака, может вызвать устойчивость раковых клеток к лекарствам. Это сделает последующее лечение стандартными дозами менее эффективным.

## Механизм действия
Изначально предложенная гипотеза о том, что инсулин делает клетки более проницаемыми для химиотерапии, оказалась ошибочной по мере развития цитологии.